# Chotěnov
Obec Chotěnov se nachází v okrese Svitavy v Pardubickém kraji. Žije zde 134 obyvatel.

## Historie
První písemná zmínka o obci pochází z roku 1347. Skládá se ze dvou původně samostatných obcí a katastrálních území Chotěnov a Olšany. Olšany u Chotěnova jsou jednou z nejstarších obcí regionu, zatím co Chotěnov vznikl na místě zaniklého Chotěnova dvora, od nějž je název odvozen. Obec sousedí s regionem Toulovcovy maštale.

## Osobnosti
- Bedřich Dvořák (1912–1973), válečný letec[4]

## Galerie

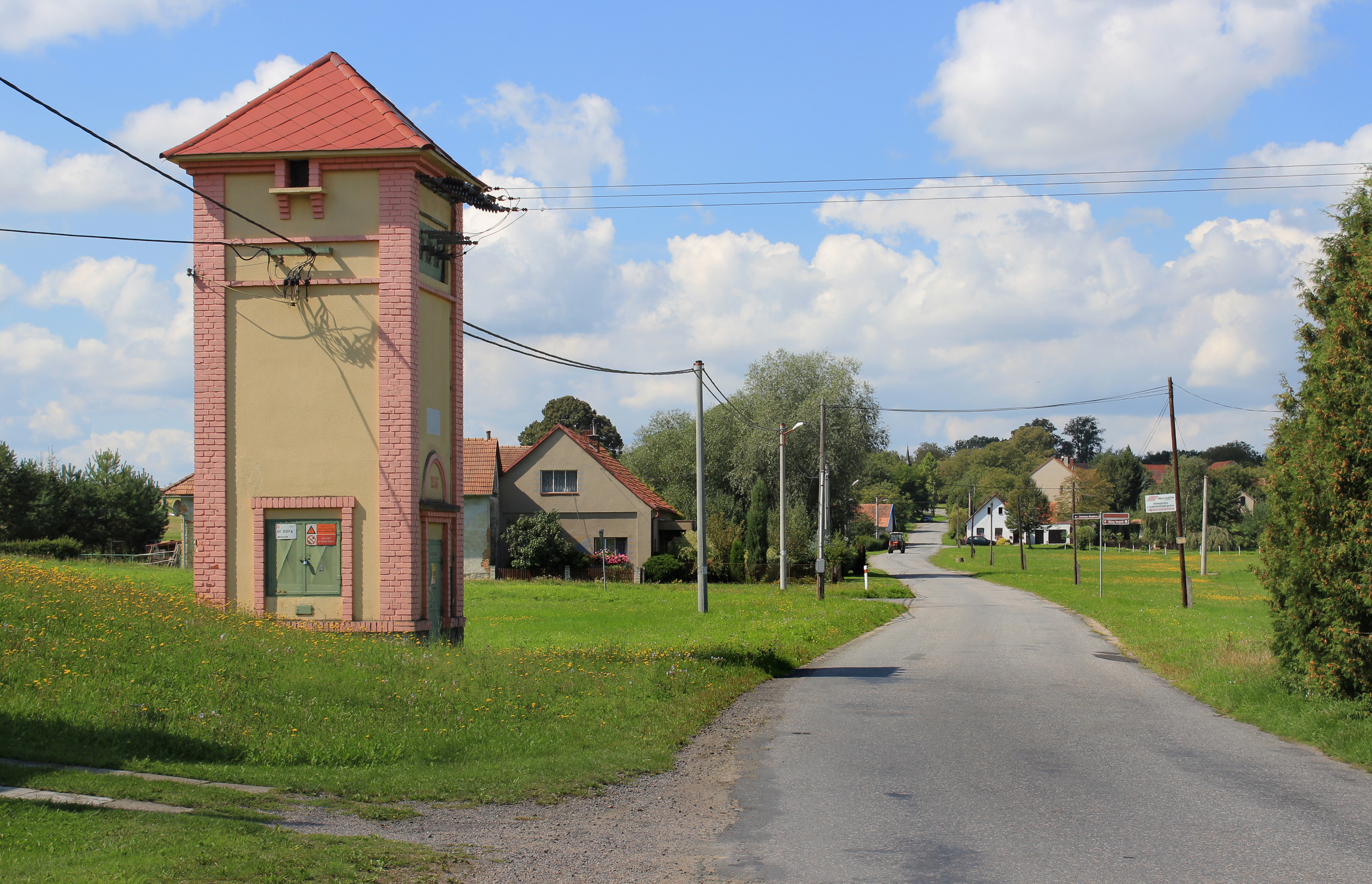
Hlavní silnice k místní části Olšany
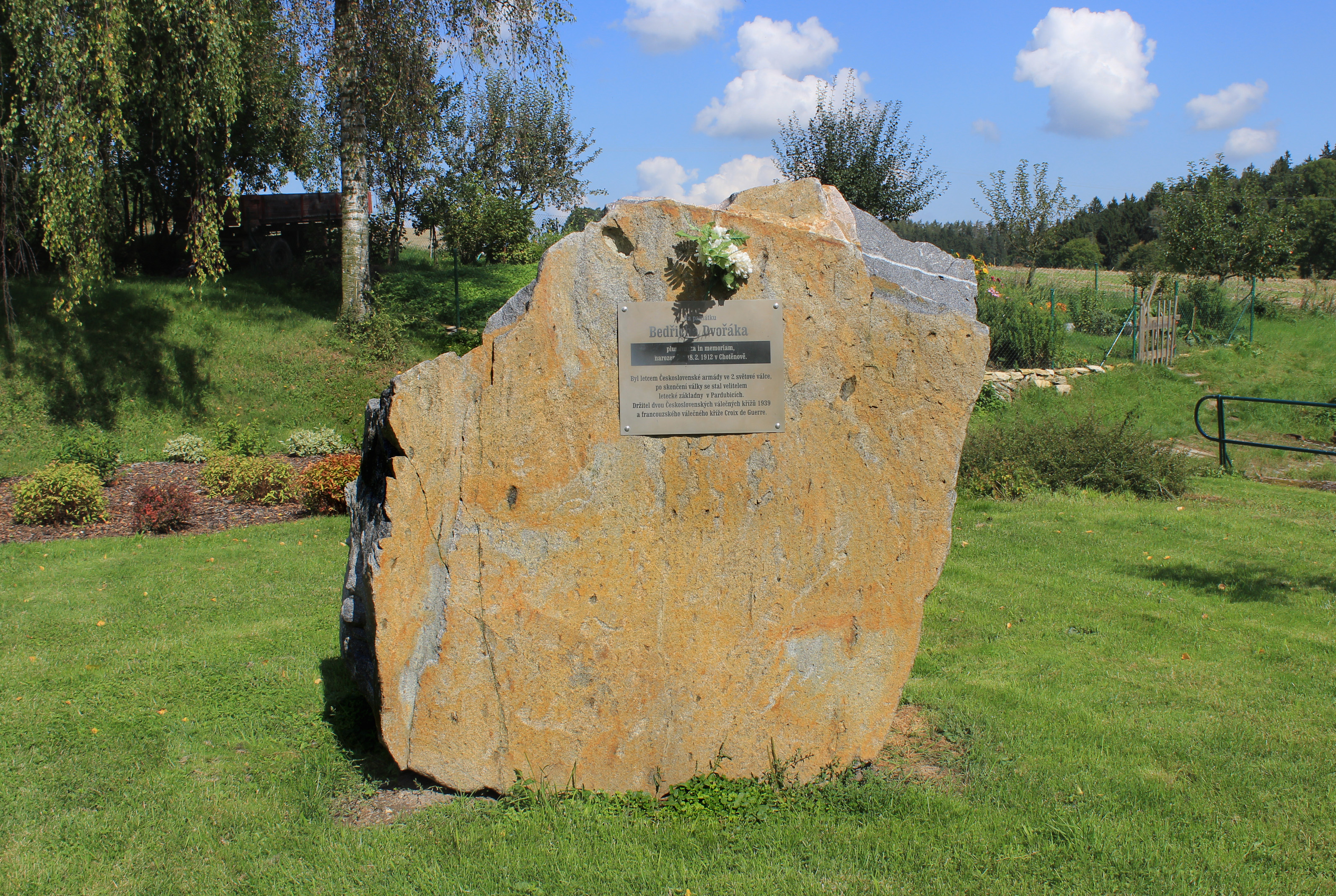
Památník letci Bedřichu Dvořákovi
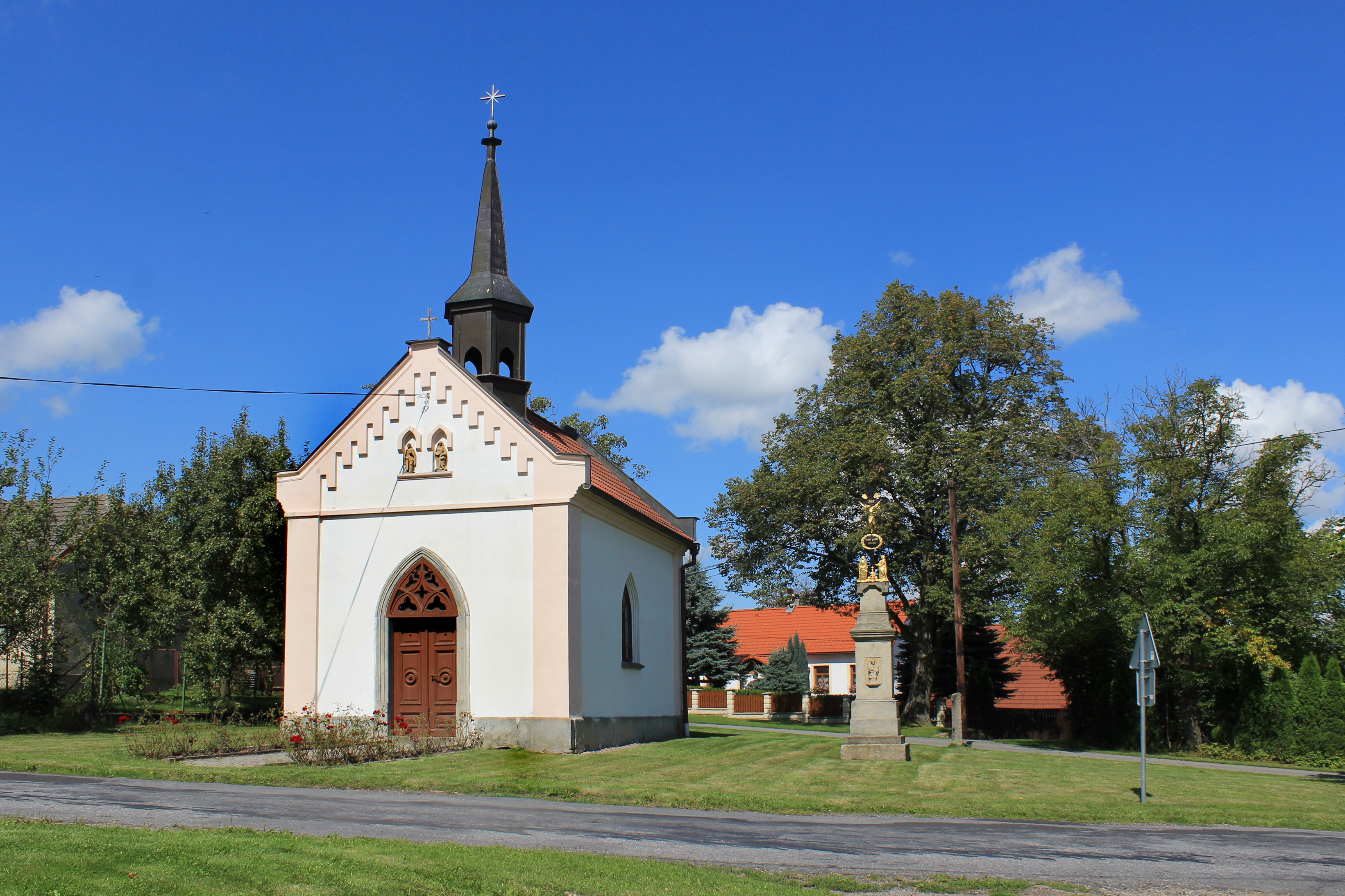
Kaplička v horní části obce